# Darja Varfolomeev
Darja Varfolomeev (russisch Дарья Дмитриевна Варфоломеева ‚Darja Dmitrijewna Warfolomejewа‘, wiss. Transliteration Dar'ja Dmitrievna Varfolomeeva; * 4. November 2006 in Barnaul, Region Altai, Russland) ist eine deutsche Rhythmische Sportgymnastin. Bei den Olympischen Spielen 2024 in Paris errang sie die Goldmedaille und wurde die erste deutsche Olympiasiegerin in der Rhythmischen Sportgymnastik.

## Biographie
Varfolomeev hat einen deutschen Großvater, der in Aschaffenburg lebt. Ihre Mutter, eine russische  rhythmische Sportgymnastin, lebte im Alter von 16 bis 18 Jahren in Deutschland, nahm in dieser Zeit die deutsche Staatsbürgerschaft an und kehrte anschließend nach Russland zurück. Varfolomeev kam in Barnaul, der Hauptstadt der russischen Region Altai im Süden Westsibiriens, zur Welt. Mit drei Jahren wurde sie von ihrer Mutter in die Turnhalle mitgenommen. Als Varfolomeev zwölf Jahre alt war, zog sie ohne ihre Eltern und ohne Deutsch zu sprechen in das Internat des Bundesstützpunkts des Deutschen Turner-Bundes nach Fellbach-Schmiden.

## Laufbahn
Darja Varfolomeev startet für den TSV Schmiden. Trainiert wird sie von Julija Raskina aus Belarus, der Silbermedaillengewinnerin im Einzelmehrkampf bei den Olympischen Spielen 2000.
Darja Varfolomeev hatte ihren ersten internationalen Auftritt bei den Juniorenweltmeisterschaften 2019 in Moskau. Dort belegte sie im Teamwettbewerb unter anderem mit Margarita Kolosov Rang 15.
Ihren ersten Wettkampf im Erwachsenenbereich hatte sie beim Weltcup 2022 in Taschkent, bei dem sie  Zweite mit dem Ball und dem Band und Dritte mit dem Reifen und im Mehrkampf wurde. Bei den Europameisterschaften 2022 in Tel Aviv gewann sie zwei Bronzemedaillen (Keulen und Ball). Direkt im Anschluss gewann sie bei den im Rahmen der Finals – Berlin 2022 ausgetragenen Deutschen Meisterschaften vier Titel (Mehrkampf, Ball, Reifen und Keulen).
Bei den Weltmeisterschaften 2022 im bulgarischen Sofia errang Varfolomeev mit den Keulen als erste deutsche Gymnastin seit 1975 WM-Gold. Am Vortag hatte sie bereits Silber mit dem Ball und Bronze mit dem Reifen gewonnen. Zudem gewann sie im Mehrkampf und im Team Silber.
Nachdem Varfolomeev zuvor in den Endkämpfen mit dem Ball und mit den Keulen jeweils den fünften Platz belegt hatte, triumphierte sie im Finale der Europameisterschaften 2023 in Baku mit dem Band und gewann ihren ersten EM-Titel.
Bei den Weltmeisterschaften 2023 in Valencia gewann Varfolomeev am ersten Wettkampftag Gold mit dem Reifen und dem Ball. Tags darauf gelang ihr ein weiterer Doppelerfolg mit Keulen und Band. Schließlich siegte sie auch im Mehrkampf. Ein solcher Fünffach-Erfolg in den Einzeldisziplinen war zuvor nur Jewgenija Kanajewa 2009 und 2011 gelungen.
Am 7. Oktober 2023 war Varfolomeev im aktuellen Sportstudio zu Gast und stellte dabei auch ihre artistischen Fähigkeiten unter Beweis.
2024 nahm Varfolomeev in Paris zum ersten Mal an Olympischen Spielen teil und gewann bei ihrer Premiere die Goldmedaille im Mehrkampf. Sie ist damit die erste deutsche Olympiasiegerin in der Rhythmischen Sportgymnastik.

## Auszeichnungen
- 2023: Piotr-Nurowski-Preis als beste europäische Nachwuchsathletin[26]
- 2023: Zweite bei der Wahl zur Sportlerin des Jahres
- 2024: Sport Bild-Award: Star des Jahres[27]
- 2024: Sportlerin des Jahres der Landeshauptstadt Stuttgart[28]
- 2024: Sportlerin des Jahres
- 2024: Silbernes Lorbeerblatt
- 2025: Flatow-Medaille[29]
- 2025: Carl-Schuhmann-Medaille[30]